# Мејпл Глен (Пенсилванија)
Мејпл Глен (енгл. Maple Glen) насељено је место без административног статуса у америчкој савезној држави Пенсилванија.

## Демографија
По попису из 2010. године број становника је 6.742, што је 300 (-4,3%) становника мање него 2000. године.
| Група             | 2000.         | 2010.         |
| Белци             | 6.430 (91,3%) | 5.785 (85,8%) |
| Афроамериканци    | 149 (2,1%)    | 182 (2,7%)    |
| Азијати           | 322 (4,6%)    | 581 (8,6%)    |
| Хиспаноамериканци | 103 (1,5%)    | 132 (2,0%)    |
| Укупно            | 7.042         | 6.742         |